# Shūhei Fukai
Shūhei Fukai (japanisch 深井 脩平 Fukai Shūhei; * 20. Juli 1993 in Satte) ist ein japanischer Fußballspieler.

## Karriere
Fukai erlernte das Fußballspielen in der Jugendmannschaft von Omiya Ardija und der Universitätsmannschaft der Hokuriku-Universität. Seinen ersten Vertrag unterschrieb er 2016 bei Blaublitz Akita. Der Verein aus Akita spielte in der dritten japanischen Liga, der J3 League. Für Blaublitz absolvierte er 40 Ligaspiele. 2019 wechselte er zum Ligakonkurrenten Iwate Grulla Morioka nach Morioka. Der ebenfalls in der dritten Liga spielende Vanraure Hachinohe aus Hachinohe lieh ihn von August 2020 bis Saisonende aus. Für Hachinohe stand er 21-mal in der dritten Liga auf dem Spielfeld. Nach Vertragsende in Morioka ging er im Februar 2021 nach Malaysia. Hier unterschrieb er einen Vertrag bei Kelantan United. Der Verein aus Kota Bharu spielte in der zweiten Liga, der Malaysia Premier League.